# Virgen con el Niño con las santas Catalina y Bárbara
El Matrimonio Místico de Santa Catalina (o Virgen con el Niño con las santas Catalina de Alejandría y Bárbara) es un óleo sobre tabla de hacia 1480 del maestro del primitivo flamenco Hans Memling, ahora en el Museo Metropolitano de Arte, en Nueva York. La tabla muestra a la Virgen entronizada con el Niño y Catalina de Alejandría y Santa Bárbara sentadas a los lados. Los ángeles que flanquean el trono tocan instrumentos musicales, mientras la figura masculina arrodillada atrás a la izquierda es probablemente el donante. La escena está dispuesta ante un paisaje. 
Diseñado como un retrato de donante devocional, la tabla combina elementos de un hortus conclusus, una sacra conversazione y una Virgo inter Virgines – esta última siempre presentando a María con las santas Catalina y Bárbara. El trabajo muestra el característico estilo sereno de Memling, con estructura y colores en armonía. La pintura refleja técnicas que Memling probablemente aprendió de predecesores como Rogier van der Weyden, de quien fue probablemente aprendiz, y Jan van Eyck, sintetizando elementos del trabajo de estos artistas anteriores.
La composición es una copia casi exacta  de la tabla central del Retablo de San Juan. Se desconoce cuándo Memling pintó el Matrimonio Místico; 1480 parece una fecha probable según análisis dendrocronológicos. El cenador que se arquea tras el trono de la Virgen fue añadido posteriormente, probablemente en  los primeros años del siglo XVI.

## Descripción

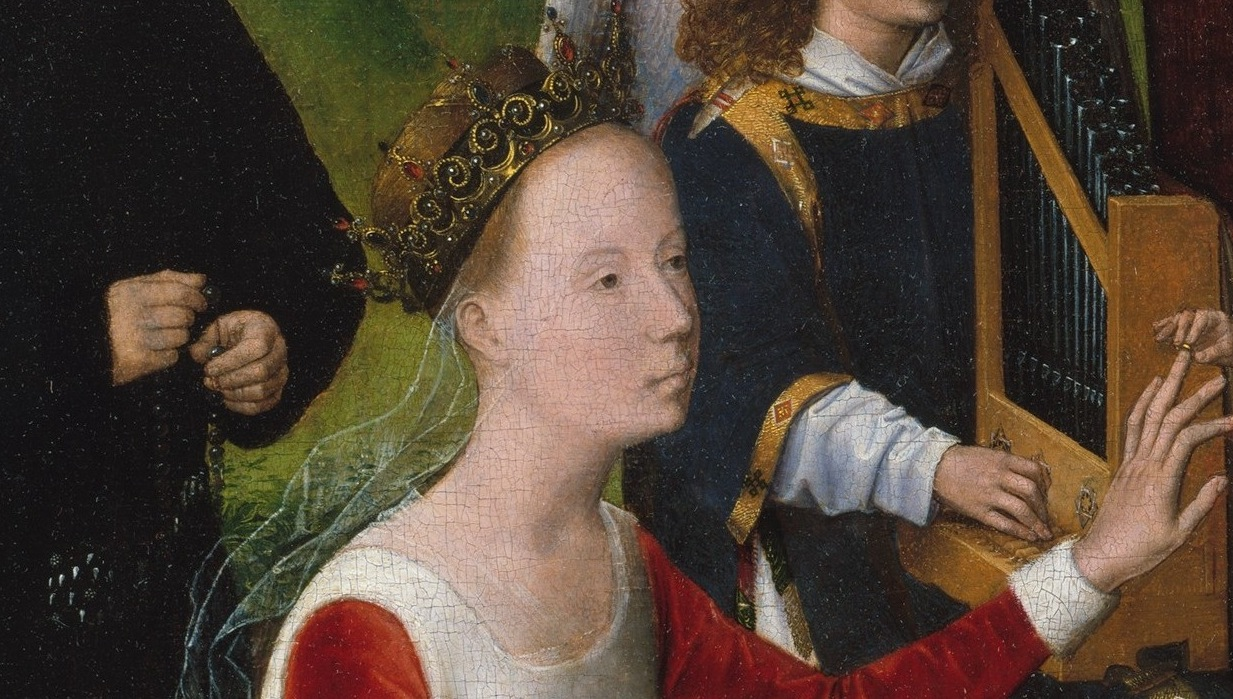
Detalle de Santa Catalina recibiendo el anillo, ángel músico, y donante

La pintura describe a la Virgen y el Niño flanqueados por santas y ángeles; el donante arrodillado a la izquierda de las figuras santas. La Virgen se sienta en un trono debajo de un baldaquino (dosel de honor) de rico brocado con el Niño en su regazo. En el jardín detrás del trono, un iris, es visible. Dos ángeles vestidos con prendas litúrgicas tocan instrumentos musicales a cada lado del trono; el de la izquierda un órgano portátil y el de la derecha un arpa. La santa virgen y mártir, Catalina de Alejandría se arrodilla delante de María a la izquierda; Santa Bárbara, se sienta a la derecha, leyendo un misal. El donante aparece de negro arrodillado detrás de Santa Catalina, con un rosario entre sus manos. Colgando de la cadera, apenas visible, tiene un monedero pequeño o un blasón.

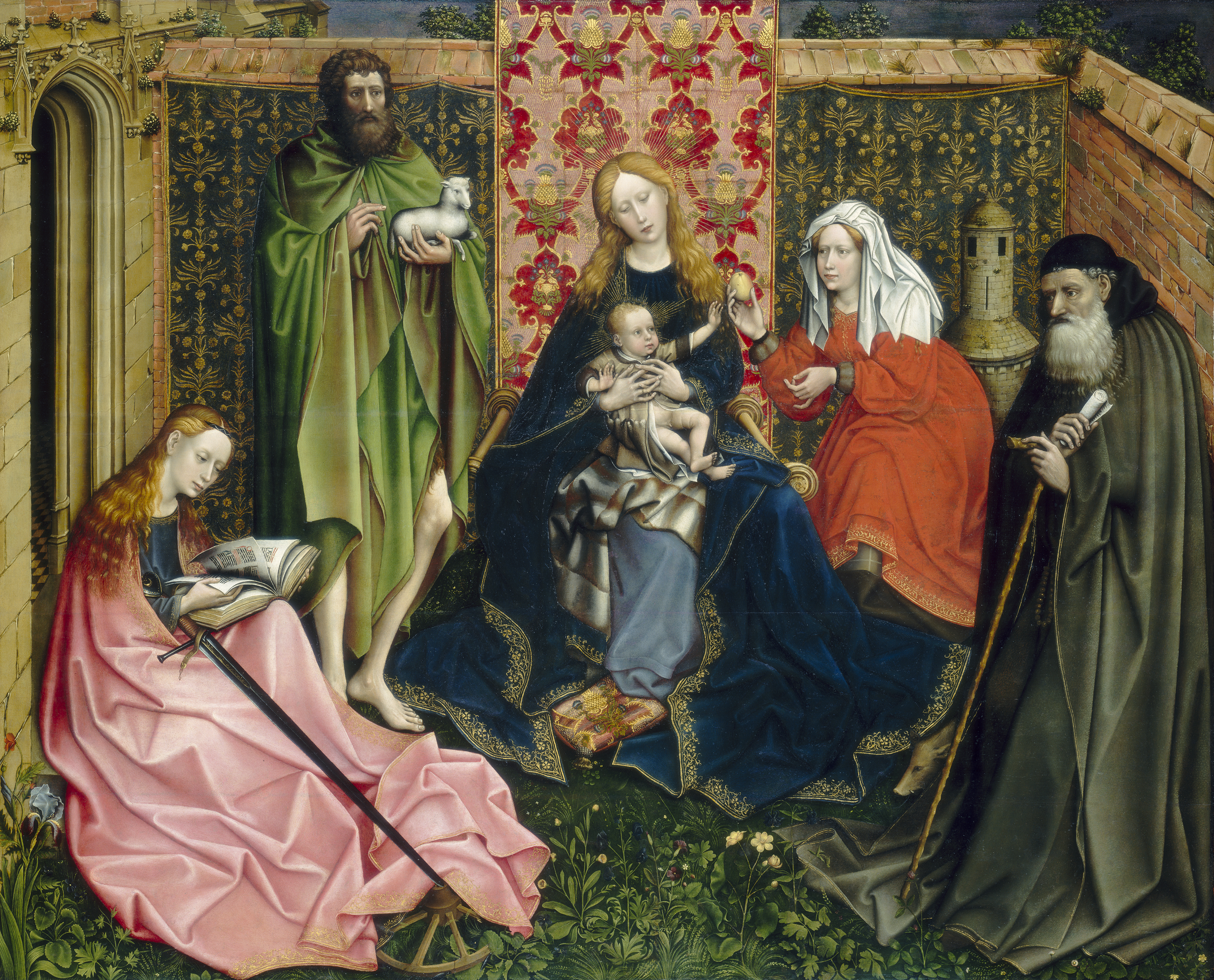
Robert Campin, Virgen con el Niño y santos en un Jardín Cerrado, c. finales del – principios del.

Santa Catalina fue muy venerada en la Edad Media, segunda en popularidad en el santoral tras la Magdalena. Su leyenda contaba que Majencio ordenó torturar a Catalina con una rueda con púas de hierro, que al contacto con su cuerpo milagrosamente se rompió y, cuando se proclamó casada con Cristo, le cortó la cabeza. Según la leyenda el matrimonio místico ocurrió durante un sueño del que despertó con un anillo en el dedo. Sus emblemas son la rueda, a veces rota, y la espada, que aquí pueden verse asomando debajo de sus pies bajo los voluminosos pliegues de su falda forrada de armiño.
Para denotar su nacimiento real, Catalina lleva una corona en la cabeza y está vestida con ricos ropajes– un tabardo blanco, con mangas de terciopelo rojo, y rica falda de brocado estampado. Extiende su mano izquierda al Cristo Niño que le coloca el anillo en el dedo, simbolizando su compromiso espiritual o místico. James Snyder escribe que en el arte de Memling, "el drama del momento de ningún modo se refleja en las expresiones de las caras de los participantes."
Otra novia, Santa Bárbara, se sienta frente a Catalina, delante de una pequeña torre, el emblema de donde su padre la tuvo prisionera y donde en secreto se bautizó. Tiene forma de custodia para el pan sacramental; sus tres ventanas simbolizan la Trinidad.
En 1910 James Weale identificó a Catalina como un probable retrato temprano de María de Borgoña y Bárbara como la imagen más antigua de Margarita de York, lo cual el historiador del arte medieval Thomas Kren cree que es verosímil. Ambas damas pertenecieron al Gremio de Santa Bárbara en Gante; Margarita de York era una ávida bibliófila que encargó gran número de manuscritos iluminados, uno de los cuales era una Vida de Santa Catalina.
Las características faciales femeninas en las obras de Memling, según Ainsworth, habían cuajado por esta época en un "exitoso tipo femenino" de agraciado rostro ovalado, con frentes amplias y barbillas estrechas, y expresiones que reflejan "un estado de suave, beatífica aceptación."

## Iconografía

Maestro de la Virgo inter Virgines, Virgen con el Niño y santas mártires, c. finales de los años 1480.

Una representación mariana habitual en el arte gótico tardío era el hortus conclusus, describiendo a la Virgen y el Niño en un jardín cerrado. Memling expande el tema al colocar el grupo contra un paisaje abierto de fondo. La pintura también contiene elementos de una sacra conversazione y más en concreto de la Virgo inter Virgines. En una sacra conversazione, la Virgen y el Niño están agrupados con santos y donantes, mientras que una Virgo inter Virgines presenta a la Virgen y el Niño sólo con santas mártires vírgenes y más a menudo sin el donante. Esta última obtuvo gran popularidad en los Países Bajos a finales del siglo XV; el encuadre era casi siempre en un jardín cerrado, y la agrupación siempre incluía a la Virgen y el Niño con las santas Catalina y Bárbara. Frecuentemente se describe el matrimonio místico de Santa Catalina. Según los deseos del donante o el propósito del trabajo, otras santas vírgenes como Dorotea o Cecilia se añadían a la agrupación. Paula Pumplin escribe que el subgénero podría haberse originado con Hugo van der Goes o con el propio Memling.
Tales pinturas del siglo XV eran siempre de naturaleza devocional, encargadas por donantes cuya preocupación terrenal era la salvación espiritual después de la muerte. La Virgen del canónigo Van der Paele (1434–36) de Jan van Eyck es considerada la más evocativa y realista del periodo según Guy Bauman. Escribe que van Eyck captura perfectamente la esencia entre lo mortal y lo divino, y Virgen con el Niño del canónigo van der Paele funciona como un epitafio o quizás una pieza conmemorativa. La función del matrimonio Místico de Memling se desconoce; aparte las cuentas de oración que sujeta en la mano el donante, indicando su devoción al culto de la Virgen, nada se sabe de él. Bauman especula que el trabajo podría haber sido un epígrafe , o una pieza conmemorativa, porque el posicionamiento de Memling del donante detrás de las santas muestra una leve semejanza al de van Eyck del canónigo van der Paele.

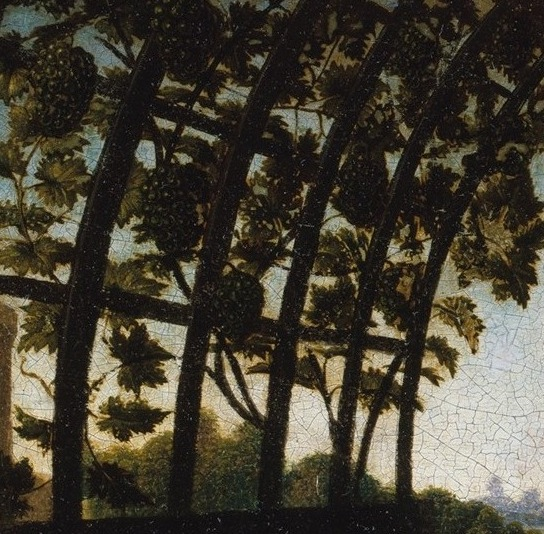
Detalle del cenador con una parra

El cenador con una parra arqueado tras el dosel es una adición más tardía, quizás pedido por el donante o un dueño posterior. El examen técnico revela diferencias significativas entre Memling y la mano que ejecutó el cenador: los pigmentos verdes difieren de los pigmentos utilizados para el paisaje de fondo; y las pinceladas "son más amplias y más descriptivas que los toques esquemáticos que caracterizan los árboles estilizados y arbustos del paisaje de fondo". Una copia de los primeros años del siglo XVI de la pintura en la Galería de la Academia de Florencia contiene un motivo similar, sugiriendo que el cenador fue añadido en vida de Memling o poco después de su muerte. La pintura del cenador es similar en edad a la capa de pintura original, añadiendo credibilidad a la teoría de que probablemente se añadió justo después de su ejecución, probablemente a petición del donante. No era inusual que los dueños pidieran alteraciones en las pinturas, a menudo para mantenerlas actuales. La iconografía del cenador con una parra era en aquel tiempo un símbolo habitual de la sangre de Cristo, particularmente significativo en la ciudad de Brujas donde se pensaba que su Basílica de la Santa Sangre albergaba una reliquia de la sangre de Cristo.

## Estilo y composición

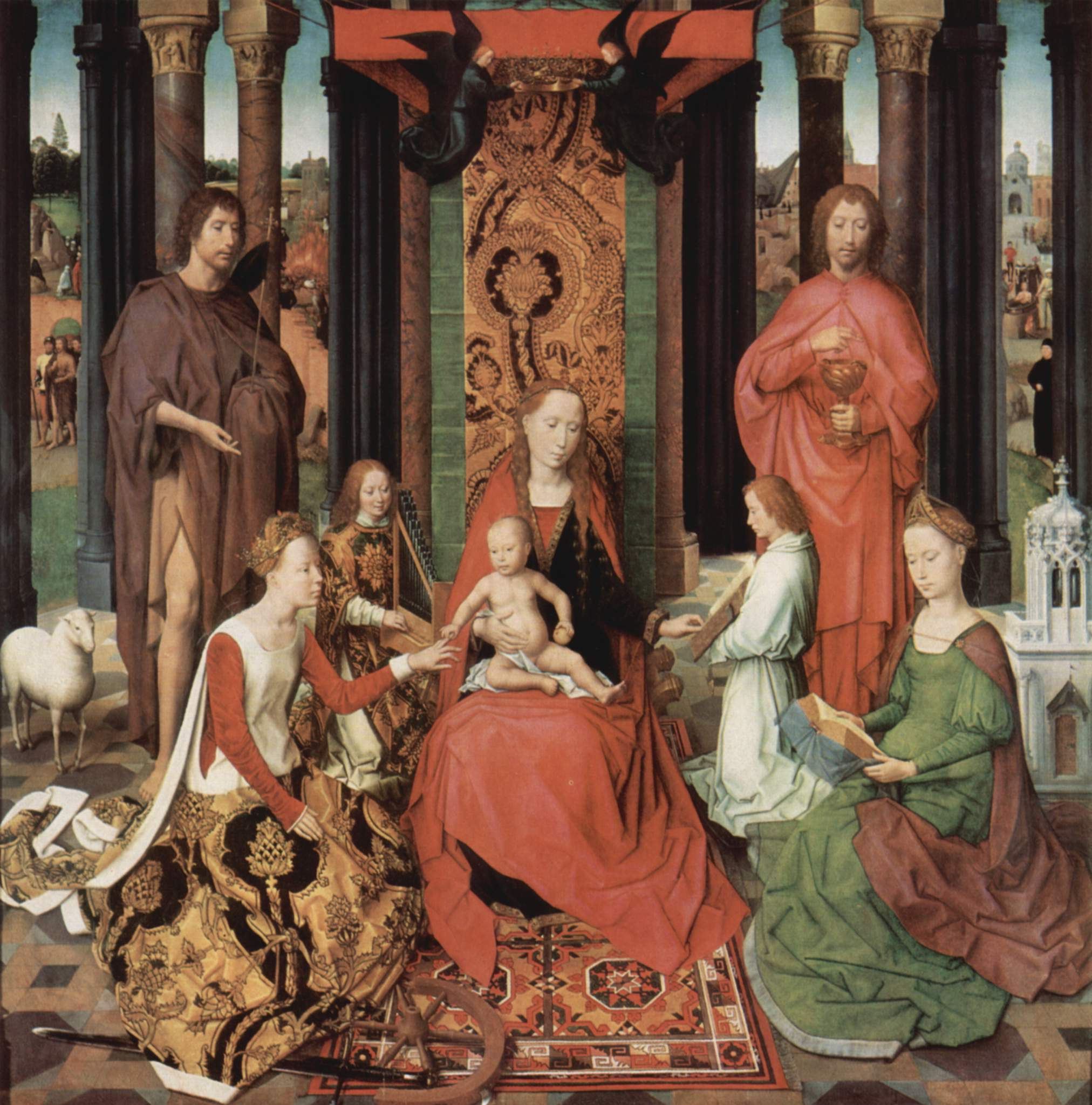
Tabla central, Retablo de San Juan

Memling fue muy probablemente aprendiz de Rogier van der Weyden cuyo estilo influyó en el pintor más joven. A finales de los 1460 Memling  ya tenía su propio estilo desarrollado; según Max Friedländer caracterizado como "un intérprete pictórico seguro de humor tranquilo, lo mejor de sí mismo cuando presenta a la Virgen en un círculo de santas o como retratista." Era conocido por su sentido de serenidad y gracia, el cual le granjeó gran admiración a finales del siglo XIX, cuando se creía que era un pintor que veía con el alma. Sin embargo, a principios del siglo XX, fue criticado como falto de innovación. Bernhard Ridderbros escribe que ninguno de esos análisis abona a Memling "con la importancia de su trabajo, el cual fue considerable", ni acredita hasta que punto sintetizó las técnicas y motivos de sus predecesores, van der Weyden y van Eyck.

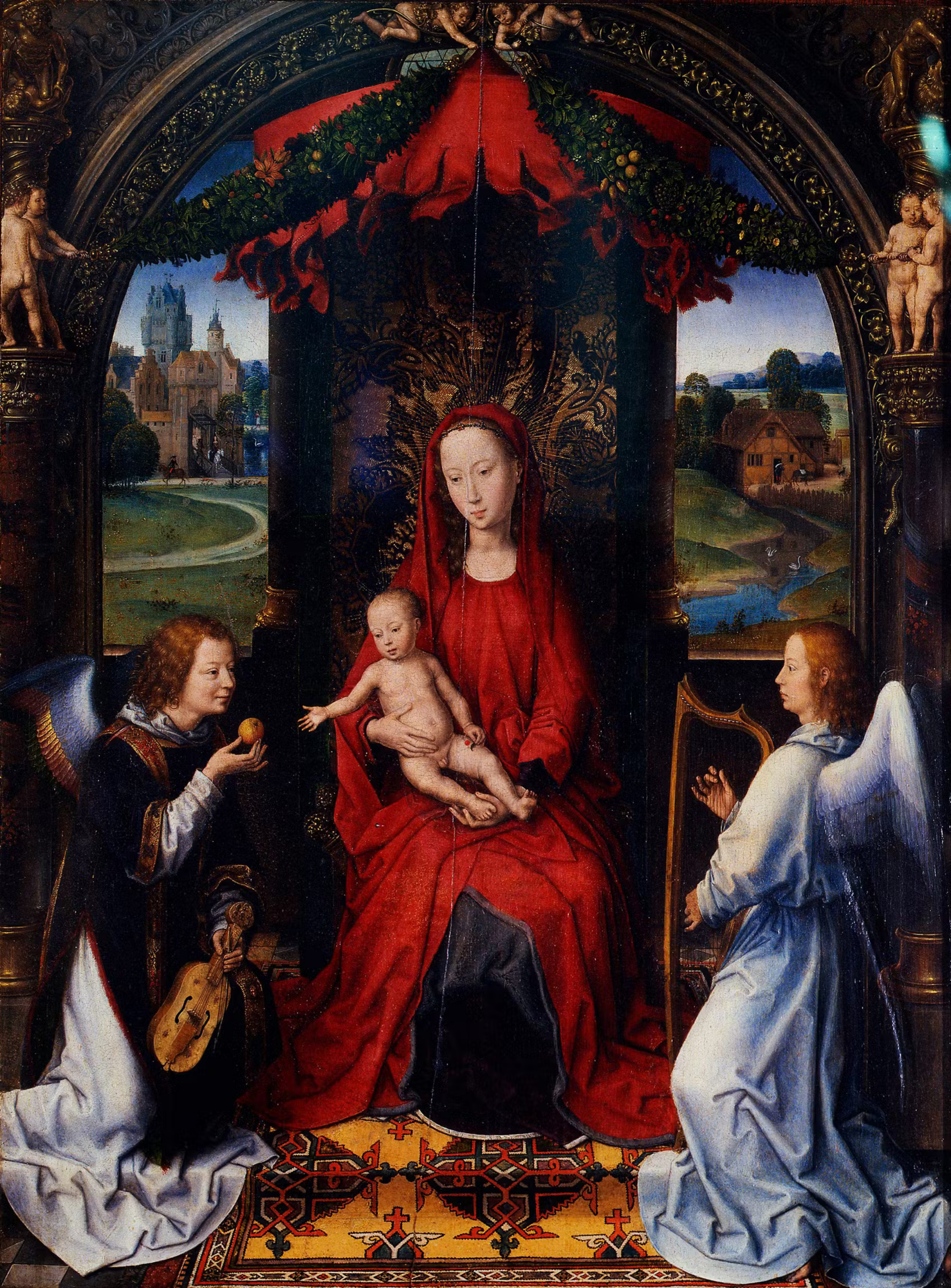
Memling, Virgen entronizada con el Niño y dos ángeles, c. 1490

La composición del Matrimonio Místico de Santa Catalina es casi idéntica a la tabla central de otra obra el Retablo de San Juan, excepto que este se encuentra en un espacio entre columnas. Según Ainsworth, aparte de diferencias en los pliegues de los vestidos, las figuras son "virtualmente idénticas en tipo, trajes y gesto".  El retablo tiene a los santos Juanes flanqueando a las figuras femeninas, mientras que aquí el donante solo es mostrado a la izquierda de Santa Catalina. Guy Bauman sugiere que la presencia del donante a la izquierda es intrusiva, escribiendo que la proclividad de Memling a la simetría "ha resultado en un curiosa solución compositiva en la que el donante está en equilibrio con la torre de Santa Bárbara".
Ainsworth explica que la tabla "revela la pincelada espontánea y bastante detallada", típica de Memling. Especula que pudo utilizar estudios preliminares del taller como base para esta tabla y otras similares con la misma escena. La naturaleza de los bocetos a tiza negra, visibles vía análisis técnicos, sugiere que los dibujó libremente antes de aplicar capas de pintura hasta conseguir una superficie lisa. Casi con seguridad las dos pinturas, a pesar de sus semejanzas, no fueron producto de una plantilla u otro medio mecánico de copiar.
Memling era único en repetir su trabajo; según Shirley Blum "duplica escenas y motivos en una proporción nunca antes presenciada en la pintura flamenca." Escribe que falla en conseguir un sentido de unidad a través de las tablas del Retablo de San Juan, el cual soluciona simplificando la imaginería y describiendo una idea solo en una sola tabla. Muy diferente a van Eyck, cuyas grandes Vírgenes simbolizaban la Iglesia dentro de la que se encontraban, simbolismo escondido o disfrazado está ausente en las obras de Memling. Sus detalles directos y literales funcionan como nada más que ornamentación y fondo para la Virgen. En sus últimos trabajos, la ornamentación se vuelve cada vez más elaborada e italianizante. Friedländer le comparó a Fra Angélico no en que Memling copiara o repitiera su trabajo, sino en que "se imaginó a la Virgen mientras tomaba forma en su imaginación, describiendo por tanto siempre el mismo cuerpo y la misma alma."

## Atribución y procedencia
Sólo dos trabajos de Memling han sido definitivamente atribuidos y datados; ambos en el Hospital de San Juan (Sint-Janshospitaal) de Brujas. El Retablo de San Juan está inscrito con la fecha de 1479, casi seguro cuando fue instalado; el Tríptico de Jan Floreins está inscrito y encargado por un prelado o hermano del hospital. Las atribuciones y la datación dependen del análisis estilístico, pero como Memling repitió composiciones como esta, la datación es más problemática. Generalmente los historiadores del arte están de acuerdo que ejecutó la Santa Catalina por la misma época que el retablo, probablemente alrededor de 1480. Friedländer sugirió la fecha de 1480 en 1916; una fecha que desde entonces ha sido corroborada con análisis dendrocronológicos.
No hay registros de los propietarios de la pintura hasta su adquisición por Sir Joshua Reynolds, quien pudo haberla adquirido en un viaje a Brujas, o del doctor John Taylor de Ashbourne, quién está registrado como un propietario. Fue legado a una señora Davenport en Londres, que la mostró en Burlington House. En una fecha desconocida fue adquirida por el arquitecto G. F. Bodley y luego vendida a un comerciante de arte de Londres que la limpió y se la pasó a un marchante parisino, Leopold Goldschmidt. Fue exhibida en 1902 en la Exposición de Primitivos Flamencos en Brujas. Benjamin Altman la compró en 1911 por $200.000 y la legó a su muerte en 1913 junto con el resto de la Colección Altman al museo Metropolitano de Nueva York.